# Campeonato Europeo de Patinaje de Velocidad sobre Hielo de 2008
El CII Campeonato Europeo de Patinaje de Velocidad sobre Hielo se celebró en Kolomna (Rusia) del 12 al 13 de enero de 2008 bajo la organización de la Unión Internacional de Patinaje sobre Hielo (ISU) y la Federación Rusa de Patinaje sobre Hielo.
Las competiciones se realizaron en el Centro de Patiaje de Velocidad de Kolomna. 

## Resultados

### Masculino
| Evento              | Oro                                       | Plata                                   | Bronce                                      |
| ------------------- | ----------------------------------------- | --------------------------------------- | ------------------------------------------- |
| 500 m (12.01)       | Sven Kramer · Países Bajos · 36,20 s      | Konrad Niedźwiedzki · Polonia · 36,21 s | Yevgueni Lalenkov · Rusia · 36,22 s         |
| 1500 m (13.01)      | Yevgueni Lalenkov · Rusia · 1:45,24       | Enrico Fabris · Italia · 1:45,45        | Sven Kramer · Países Bajos · 1:45,52        |
| 5000 m (12.01)      | Sven Kramer · Países Bajos · 6:11,78      | Håvard Bøkko · Noruega · 6:17,45        | Wouter olde Heuvel · Países Bajos · 6:17,69 |
| 10 000 m (13.01)    | Sven Kramer · Países Bajos · 13:03,30     | Håvard Bøkko · Noruega · 13:06,42       | Enrico Fabris · Italia · 13:14,22           |
| Clasificación total | Sven Kramer · Países Bajos · 147,716 pts. | Håvard Bøkko · Noruega · 148,759 pts.   | Enrico Fabris · Italia · 149,407 pts.       |

### Femenino
| Evento              | Oro                                           | Plata                                              | Bronce                                             |
| ------------------- | --------------------------------------------- | -------------------------------------------------- | -------------------------------------------------- |
| 500 m (12.01)       | Yekaterina Lobysheva · Rusia · 39,24 s        | Marrit Leenstra · Países Bajos · 39,26 s           | Paulien van Deutekom · Países Bajos · 39,40 s      |
| 1500 m (13.01)      | Ireen Wüst · Países Bajos · 1:56,88           | Paulien van Deutekom · Países Bajos · 1:57,97      | Marrit Leenstra · Países Bajos · 1:57,24           |
| 3000 m (12.01)      | Martina Sáblíková · República Checa · 4:01,67 | Ireen Wüst · Países Bajos · 4:02,14                | Paulien van Deutekom · Países Bajos · 4:03,40      |
| 5000 m (13.01)      | Martina Sáblíková · República Checa · 6:53,42 | Ireen Wüst · Países Bajos · 6:57,87                | Paulien van Deutekom · Países Bajos · 7:02,40      |
| Clasificación total | Ireen Wüst · Países Bajos · 160,533 pts.      | Paulien van Deutekom · Países Bajos · 161,229 pts. | Martina Sáblíková · República Checa · 161,693 pts. |

## Medallero
- Solo se otorgan medallas en la clasificación general.

| Núm. | País            | Oro | Plata | Bronce | Total |
| ---- | --------------- | --- | ----- | ------ | ----- |
| 1    | Países Bajos    | 2   | 1     | 0      | 3     |
| 2    | Noruega         | 0   | 1     | 0      | 1     |
| 3    | Italia          | 0   | 0     | 1      | 1     |
| 3    | República Checa | 0   | 0     | 1      | 1     |
|      | TOTAL           | 2   | 2     | 2      | 6     |